# Such Blinding Stars for Starving Eyes
Such Blinding Stars for Starving Eyes è l'album di debutto della band statunitense Cursive. A differenza degli altri album dei Cursive, fu pubblicato dall'etichetta Crank! Records e non da Saddle Creek.

## Tracce
1. After the Movies – 4:26
2. Downhill Racers – 4:36
3. Ceilings Crack – 3:40
4. The Dirt of the Vineyard – 4:09
5. Target Group – 4:26
6. Eight Light Minutes – 2:24
7. Vermont – 3:42
8. Dedications to Desertion – 3:11
9. Warped the Wood Floors – 3:48
10. Retirement – 3:50
11. The Farewell Party – 3:52